# Кегумская ГЭС
Кегумская ГЭС (латыш. Ķeguma hidroelektrostacija, сокр. Ķeguma HES) — старейшая гидроэлектростанция на реке Западная Двина, расположенная в городе Кегумс в Латвии.
Комплекс состоит из двух станций. Первая построена в период с 1936 по 1939 годы, но на проектную мощность до войны[уточнить] так и не вышла. Это произошло только в 1953 году после практически полного восстановления ГЭС и после реновации, когда станция достигла суммарной мощности 72 МВт. Вторая станция, на левом берегу Даугавы, построена с 1974 по 1979 год, имеет три агрегата суммарной мощностью 192 МВт.

## История
Использование потенциала Даугавы для производства энергии и уменьшения наводнений начали изучать ещё до Первой мировой войны. После утверждения Латвийской республики в 1920 году было основано предприятие «Daugavbūve» для изучения этого вопроса. В 1932 году правительство заключило договор с американской «The Foundation Company» о предпроектных исследованиях, в результате которых было предложено создать каскад из 6 гидростанций.
4 августа 1936 года был принят «Закон о строительстве Кегумской силовой станции» («Likums par Ķeguma spēka stacijas būvi»). Во исполнение закона был заключён договор со шведской строительной фирмой Svenska Enterprenad A.B., и в течение трех лет была построена одна из самых современных ГЭС в Европе. В строительстве было задействовано 4 тысячи человек, руководил строительством инженер Мартиньш Робс.
15 октября 1939 года заработал первый гидроагрегат, ставший основой латвийской энергосистемы. До начала работы ГЭС все электростанции страны вырабатывали только 230 гВТч электроэнергии в год.
Во время Второй мировой войны Кегумская ГЭС была почти полностью взорвана. Восстановление началось осенью 1944 года, уже в 1945-м начала работать первая восстановленная турбина. В течение трёх лет станция вышла на довоенный уровень и работы продолжились, чтобы установить запланированный четвёртый гидроагрегат.
Для обеспечения работ руководитель правительства Латвийской ССР Вилис Лацис 14 апреля 1949 года обратился к заместителю председателя Совета Министров СССР Л. П. Берии с письмом № 344-с, в котором попросил создать в Кегумсе исправительно-трудовую колонию ГУЛАГа на 800 заключённых. Министр внутренних дел СССР С. Н. Круглов 29 апреля ответил, что может выделить Латвии только 500 заключённых и не ранее IV квартала 1949 года. В колонии № 9, созданной при строительстве ГЭС, реально содержалось 299 заключённых, которых охраняло 60 военнослужащих. Оценив ситуацию на середину 1950 года и настоятельные просьбы руководства республики, поддержанные 15 сентября 1950 года заместителем председателя Совета Министров СССР М. Г. Первухиным, о сохранении этого трудового ресурса в Кегумсе, 18 сентября 1950 г. министр внутренних дел СССР С. Н. Круглов направил заместителю председателя Бюро по топливной промышленности при Совете Министров СССР А. С. Павленко докладную записку. «Потребность Кегумгэсстроя в рабочей силе составляет не более 250 чел. Это лагерное подразделение ввиду его малочисленности и необходимости содержания большего числа охраны является нерентабельным. В соответствии с постановлением Совета Министров СССР от 29 июля 1950 г. № 3244-1361сс МВД СССР не должно иметь убыточных исправительно-трудовых лагерей и колоний. Поэтому Министерство внутренних дел СССР не имеет возможности сохранить лагерное подразделение при строительстве Кегумской ГЭС».
Завершение строительства станции произошло в 1953 году с установкой 4-го гидроагрегата. Станция вышла на проектную мощность.
Чтобы увеличить мощность, уменьшить колебания уровня воды в водохранилище, в 1974 году начали строительство второй очереди ГЭС на левом берегу Даугавы. Строительно-монтажные работы были проведены за 5 лет, станция к 1979 году была оснащена 3 гидроагрегатами общей мощностью 192 МВт.
Сразу после расширения руководство республики и энергетики стали думать о реконструкции гидроагрегатов, которые к тому времени отслужили 25-30 лет. В 1986 году Министерство энергетики и электрификации СССР приняло решение о технической модернизации Кегумской ГЭС, институт «Гидропроект» разработал документацию, однако проект был реализован только частично.
После восстановления независимости Латвии было принято предложение норвежской консультационной фирмы Norplan перейти на западное технологическое оборудование. В конце 1996 года было заключено соглашение с французской Alstom Hydro о реконструкции ГЭС, для чего государственная компания Латвэнерго взяла кредит на сумму 13 млн латов у Европейского банка реконструкции и развития. С 1998 по 2001 годы станция была реконструирована, включая замену четырёх гидроагрегатов на новые, марки Kaplan, общей мощностью 72 МВт.
В своё время Кегумская ГЭС использовалась как резервная на случай компенсации мощности из-за возможной частичной или полной остановки главного энергоресурса Прибалтики — Игналинской АЭС, которая была окончательно остановлена в конце 2009 года по требованию ЕС.

## Технические параметры
Средний многолетний расход — 615 м³/с.
Ёмкость водохранилища — 168,3 млн м³, высота 14—16 м.
Выработка электроэнергии: 571 млн кВт·ч в 2005 году, 534 в 2011 (примерно 10 % генерации Латвэнерго).
От станции отходят три линии электропередачи: на Плявиньскую ГЭС, на Елгаву, а также Цесис и Валмиеру.
Оператор комплекса — компания Латвэнерго.